# Vương Bảo Cường
Vương Bảo Cường (tiếng Trung: 王宝强, sinh ngày 29 tháng 4 năm 1984), là nam diễn viên, đạo diễn Trung Quốc.

## Tóm lược sự nghiệp
Năm 6 tuổi, Vương Bảo Cường bắt đầu tập luyện võ thuật. 8 tuổi, trở thành đệ tử tục gia của Tung Sơn Thiếu Lâm tự.
Năm 2003, Vương Bảo Cường tham gia phim điện ảnh "Manh tinh", nhờ vai diễn này, anh giành được giải thưởng "Diễn viên mới xuất sắc nhất" tại LHP Kim Mã lần thứ 40.
Năm 2004, tham gia phim điện ảnh "Thiên hạ vô tặc" của đạo diễn Phùng Tiểu Cương, nhờ đó giành được sự quan tâm lớn từ phía công chúng.
Năm 2008, nhờ vai diễn Hứa Tam Đa trong phim "Binh lính đột kích", Vương Bảo Cường giành được giải thưởng "Diễn viên có nhân khí cao nhất" và "Diễn viên truyền hình được yêu thích nhất" tại LHP Kim Ưng lần thứ 24.
Năm 2012, hợp tác với Từ Tranh trong phim điện ảnh "Lạc lối ở Thái Lan", bộ phim sau khi công chiếu thu về 1,267 tỉ NDT doanh thu nội địa. Đồng thời giữ kỉ lục "phim có doanh thu cao nhất lịch sử điện ảnh Trung Quốc" suốt 2 năm 7 tháng, trước khi bị phá sau đó.
Năm 2016, Vương Bảo Cường tham gia đạo diễn bộ phim đầu tay "Đại náo Thiên Trúc", phim công chiếu thu về hơn 700 triệu NDT doanh thu nội địa.

## Cuộc sống cá nhân
Ngày 29 tháng 4 năm 2011, trong buổi tuyên truyền phim mới tại Bắc Kinh, Vương Bảo Cường thừa nhận đã kết hôn với bạn gái Mã Dung.
Vương Bảo Cường có một con trai và một con gái. Con gái tên gọi Vương Tử San (sinh năm 2011)
Ngày 14 tháng 8 năm 2016, Vương Bảo Cường phát thông cáo ly hôn, tuyên bố giải trừ quan hệ hôn nhân với Mã Dung

## Danh sách phim

### Phim điện ảnh
| Năm  | Tên phim                              | Vai diễn               | Ghi chú   |
| ---- | ------------------------------------- | ---------------------- | --------- |
| 2003 | Manh tinh                             | Nguyên Phượng Minh     |           |
| 2004 | Thiên hạ vô tặc                       | Sỏa Căn                |           |
| 2007 | Hiệu lệnh tập kết                     | Phương Mậu Tài         |           |
| 2008 | Suy đoán của Lý Mễ                    | Cầu Thủy Thiên         |           |
| 2008 | Liệt hỏa nam nhi                      | Long Đại Xuyên         |           |
| 2009 | Đại nghiệp kiến quốc                  | Chiến sĩ               |           |
| 2009 | Tiền đồ vô hạn                        | A Côn                  |           |
| 2010 | Đại binh tiểu tướng                   | Thám báo               |           |
| 2010 | Hỏa long                              | Hoàng Dũng             |           |
| 2010 | Đông phong vũ                         | Giao liên              |           |
| 2010 | Đại vị vương                          | Tiểu Soái              |           |
| 2010 | Lạc lối                               | Ngưu Cảnh              |           |
| 2011 | Yêu nhất                              | Đại Chủy               |           |
| 2011 | Hello! Thụ tiên sinh                  | Thụ (Cây)              |           |
| 2011 | Thái Lý Phật quyền                    | Trần Quốc Thành        |           |
| 2012 | Cao bạt hải chi luyến 2               | Trương Hành            |           |
| 2012 | Thần thông Hai Lúa                    | Sở Trung Thiên         |           |
| 2012 | Truy hung                             | Ngô Tại Quân           |           |
| 2012 | Lạc lối ở Thái Lan                    | Vương Bảo              |           |
| 2013 | Thiên chú định                        | Sát nhân liên hoàn     |           |
| 2013 | Kích chiến                            | Trần tổng              |           |
| 2013 | Đạo diễn điên cuồng                   | Đạo tặc                |           |
| 2013 | Vô cùng may mắn                       | Người tham gia đấu giá | Khách mời |
| 2013 | Tư nhân đính chế                      | Vương Á Cường          |           |
| 2014 | Người băng                            | Tát Ngao               |           |
| 2014 | Người trong võ lâm                    | Phong Vu Tu            |           |
| 2015 | Chạy nhanh nào, anh em (bản điện ảnh) | Vương Bảo Cường        |           |
| 2015 | Đạo sĩ hạ sơn                         | Hà An Hạ               |           |
| 2015 | Thám tử phố Tàu                       | Đường Nhân             |           |
| 2015 | Bất khả tư dị                         | Đường Lực Quả          |           |
| 2017 | Đại náo Thiên Trúc                    | Vũ Không               | Đạo diễn  |
| 2018 | Thám tử phố Tàu 2                     | Đường Nhân             |           |
| 2018 | Xuyên không gặp tổ tông               | Nhị đương gia          |           |
| 2018 | Sinh tồn nơi hoang đảo                | Tiểu Vương             |           |
| 2018 | Người băng 2                          | Tát Ngao               |           |
| 2019 | Tân vua hài kịch                      | Mã Khả (Marco)         |           |
| 2020 | Tôi và Quê hương tôi                  | Lão Đường              |           |
| 2021 | Thám tử phố Tàu 3                     | Đường Nhân             |           |
| 2021 | Truyền kỳ Đắc Bảo ở Thiếu Lâm tự      | Tây Môn Đắc Bảo        |           |

### Phim truyền hình
| Năm  | Tên phim                           | Vai diễn         | Ghi chú   |
| ---- | ---------------------------------- | ---------------- | --------- |
| 2002 | Khâm sai thất phẩm Lưu Gù          | Tiểu nhị         |           |
| 2005 | Ám hại                             | A Bính           |           |
| 2006 | Sai tâm diệu thủ                   | Nghiễn Mặc       |           |
| 2006 | Ân thương truyền kỳ                | Na Tra           |           |
| 2006 | Binh lính đột kích                 | Hứa Tam Đa       |           |
| 2009 | Huynh đệ của tôi tên gọi Thuận Lưu | Thuận Lưu        |           |
| 2010 | Vì tân Trung Quốc tiến tới         | Đổng Tồn Thụy    |           |
| 2011 | Cha của tôi là Bản Đăng            | Bản Đăng         |           |
| 2012 | Khuê mật của tôi                   | Bảo an           | Khách mời |
| 2012 | Dữ lang cộng vũ                    | Địa hạ đảng viên | Khách mời |
| 2013 | Tuỳ đường diễn nghĩa               | Lý Nguyên Bá     |           |
| 2015 | Tôi là người máy                   | Nguyên Bảo       |           |

### Chương trình truyền hình
2014: Running Brothers - Mùa 1
2015: Nam tử hán chân chính - Mùa 1
2015 - Bố ơi mình đi đâu thế - Mùa 3
2015 - Toàn viên gia tốc- Mùa 2